# 뉴스파인더
《뉴스파인더》(newsfinder)은 대한민국의 인터넷 신문. 2011년 창간되어 2014년을 기점으로 인터넷 독립신문 등과 합쳐지며 새로운 뉴스파인더로 탈바꿈했다. 과거의 틀을 벗고 뉴미디어에 맞는 젊은층의 호기심있는 기사로 대폭 수정됐고 외신과 경제를 비롯한 다양한 기사거리로 완성해 나아가고 있다. 특히 최근 트렌드에 맞춰 빅데이터 분석기사를 내며 전문성을 구축하려고 노력하고 있으며 무엇보다도 매일 아침 조간신문을 브리핑하면서 언론에서 비춰진 내용을 점검하는 서비스를 제공하고 있다.